# Latiaran
Latiaran ("pierś światła") - w mitologii goidelskiej, najmłodsza z córek Douglasa i Scáthach. Uosabiała żniwa. 
Po chrystianizacji obwołano ją świętą. Jej święto przypadało na 25 lipca.
Historia z czasów po chrystianizacji mówi, iż Latiaran chodziła codziennie do tego samego warsztatu kowalskiego, przynosząc kowalowi "ziarno ognia". Kowal powiedział jej, iż jej stopy są piękne, a gdy ona z próżności spojrzała na nie, zapalił się jej fartuch. Nie zabolało jej to, lecz zapadła się pod ziemię, pod kamień w kształcie serca. Nigdy więcej jej nie widziano.